# Bedevaartspsalm

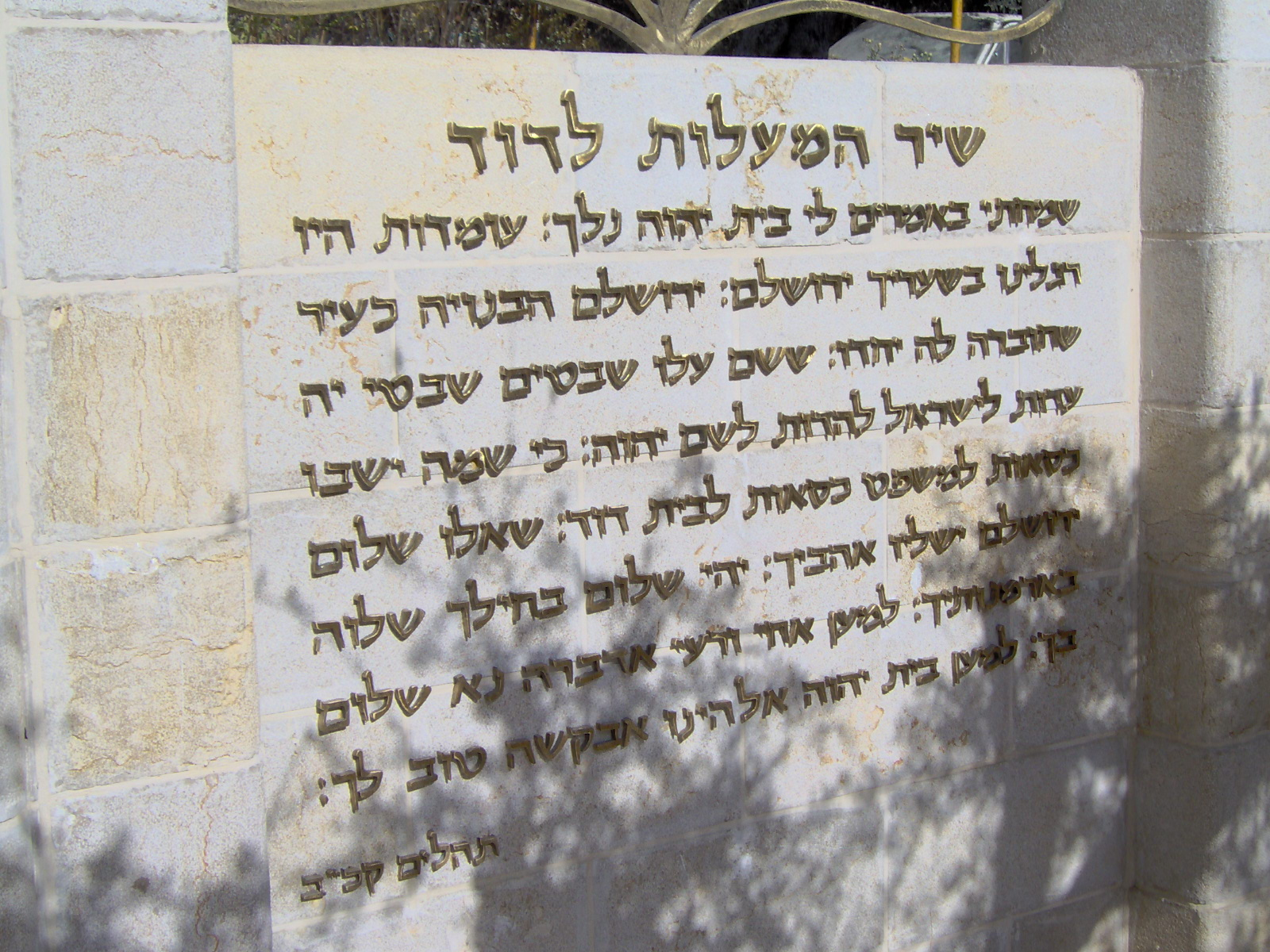
Een van de bedevaartspsalmen, Psalm 122, staat in het Hebreeuws op de muur bij de ingang van de Stad van David in Jeruzalem

Een bedevaartpsalm is een pelgrimslied, oorspronkelijk gezongen door mensen die op bedevaart waren naar de Joodse tempel in Jeruzalem. Katholieken gebruiken ook de aanduiding graduaalpsalm en de Lutherse traditie kent de term opgangslied. In het jodendom wordt soms de aanduiding trappsalm gebruikt. Met 'de' bedevaartspsalmen wordt een reeks van 15 psalmen in het boek Psalmen in de Hebreeuwse Bijbel aangeduid. Hierin hebben ze het Hebreeuwse opschrift שיר המעלות, šîr ha-ma‘ălōṯ, "lied van de stijgingen/beklimmingen".

## Geschiedenis

### Jodendom
De term 'trappsalmen' verwijst naar een tekst uit de Misjna die gaat over een liturgische locatie van de Psalmen: tijdens Soekot vond een zeer populair nachtelijk ritueel plaats waarbij water werd geput. De Levieten stonden met hun muziekinstrumenten in de Joodse tempel "op de vijftien treden die van het voorhof van Israël naar het voorhof van vrouwen leiden, volgens de vijftien gezangen van de treden in de Psalmen. Dus de Levieten stonden erop met hun muziekinstrumenten en zongen liederen." In de Septuagint kregen deze psalmen daarom het opschrift ᾿ῼδὴ τῶν ἀναβαθμῶν, Hōidè tōn anabathmōn, "lied van de treden".
David Mitchell oppert dat de Levieten deze psalmen voor het eerst zongen bij de inwijding van de tempel van Salomo op 15 tisjri 959 v.Chr. Michael Douglas Goulder vermoedt dat ze werden gecomponeerd voor een feest na de herbouw van de muren van Jeruzalem in 445 v.Chr.
Commentators Hossfeld en Zenger noemen de gedachte dat deze psalmen oorspronkelijk individuele gedichten waren die later werden samengevoegd en hun titel kregen nadat ze werden gezongen door pelgrims na de Babylonische ballingschap, als zij naar Jeruzalem trokken ter gelegenheid van de drie grote feesten (Deuteronomium 16:16).

### Christendom
In de middeleeuwen werden ze toegevoegd aan het getijdengebed. Paus Pius V verminderde de verplichting om ze te bidden en paus Pius X hief de verplichting grotendeels op.
Tot 1912 luidde het opschrift van deze psalmen in de Lutherbijbel: Ein Lied im höhern Chor, "Een lied in het hogere koor"; dit is gebaseerd op bovenstaande traditie van het zingen door de Levieten. De term 'opgangsliederen' stamt ook uit de Lutherse traditie. De pelgrimstocht naar Jeruzalem werd hinauf gehen, "opgaan" genoemd, zoals bijvoorbeeld in de cantate Sehet, wir gehn hinauf gen Jerusalem (BWV 159) van Johann Sebastian Bach.

## Groep psalmen
Het centrale thema van de groep bedevaartspsalmen is "Zion", maar dit duidt verschillende dingen aan:
- de berg Zion (Psalm 125:1);
- de sociale realiteit van de Israëlieten (Psalm 126:1);
- de tempel in Jeruzalem (Psalm 128:5).

De groep bedevaartspsalmen bestaat uit vijf reeksen van telkens drie psalmen. De eerste psalm in elke groep verwoordt een klacht, de tweede drukt vertrouwen uit en de derde is een feestelijk danklied of hymne.
- Op weg naar Jeruzalem - Psalm 120 en 121 omschrijven de omgeving vanwaar men optrok en Psalm 122 het betreden van de stad Jeruzalem:
  - Psalm 120: Ad Dominum cum tribularer
  - Psalm 121: Leuaui oculos meos
  - Psalm 122: Letatus sum
- God helpt:
  - Psalm 123: Ad te leuaui
  - Psalm 124: Nisi quia Dominus
  - Psalm 125: Qui confidunt
- God zegent:
  - Psalm 126: In conuertendo
  - Psalm 127: Nisi dominus aedificauerit
  - Psalm 128: Beati omnes qui timent
- Veilig bij God:
  - Psalm 129: Sepe expugnauerunt
  - Psalm 130: De profundis - Psalm 130 is ook een boetepsalm.
  - Psalm 131: Domine non est exaltatum
- Zegen de gezegende:
  - Psalm 132: Memento Domine
  - Psalm 133: Ecce quàm bonum
  - Psalm 134: Ecce nunc benedicite.

- Library of Congress Control Number: n93040648
- Virtual International Authority File: 186381806